# Military brat (sottocultura USA)

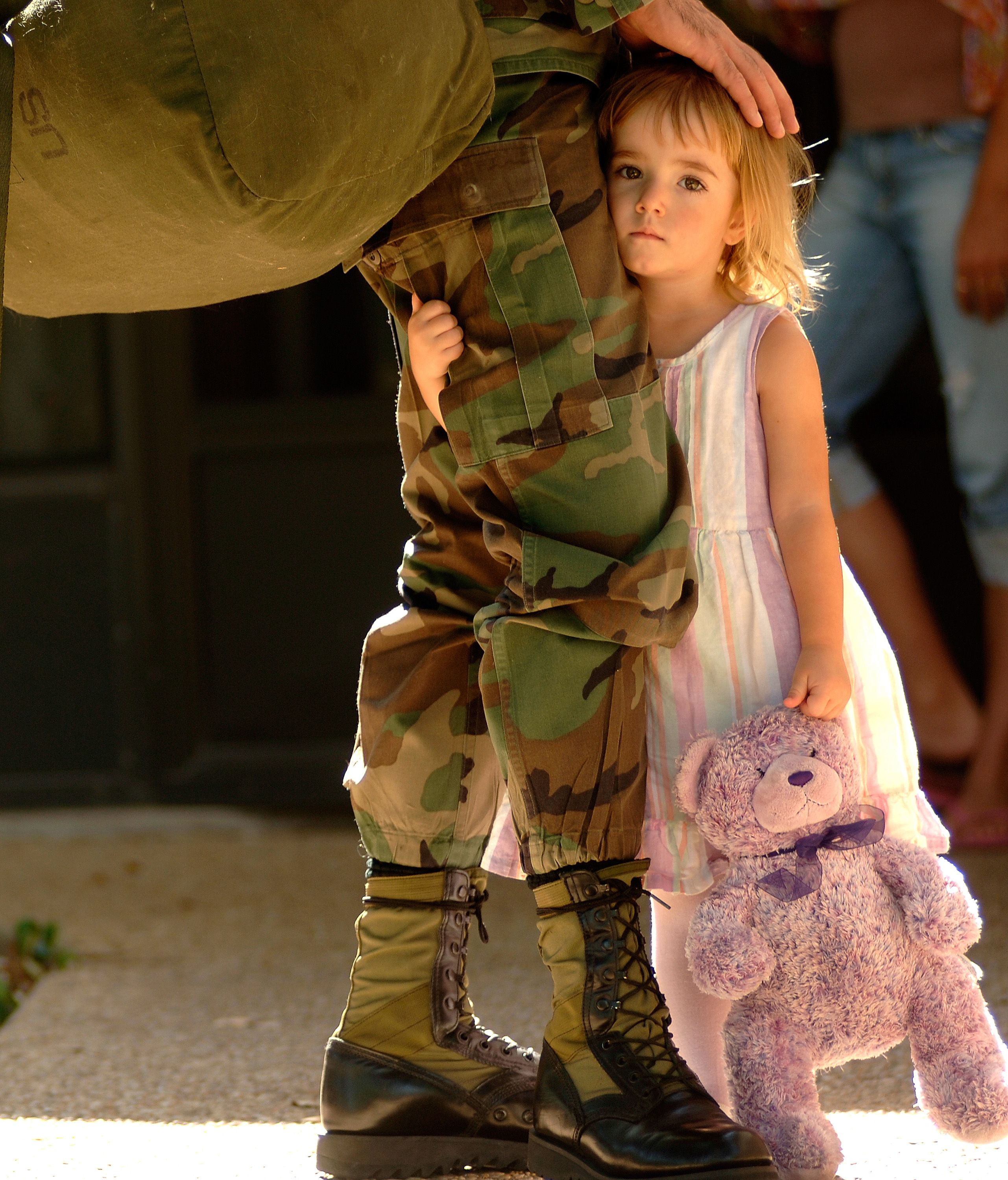
Una bambina si stringe alla gamba del papà salutandolo. L'uomo fu dispiegato in Medio Oriente per sei mesi a sostegno delle missioni OEF e OIF.

Military brat e vari derivati di brat (corrispondente grosso modo all'italiano "monello") indicano il figlio (o la figlia) di genitore o genitori in servizio permanente delle Forze armate statunitensi e può anche riferirsi alla sottocultura e allo stile di vita di tali famiglie. Il termine di riferisce sia agli attuali figli inseriti in tali famiglie, sia a chi vi sia cresciuto.
Lo stile di vita military brat tipicamente implica il fatto di trasferirsi in nuovi Stati o Paesi (non USA) ripetutamente durante la crescita, poiché la "famiglia militare" del bambino è abitualmente trasferita a nuove destinazioni dove non si combatte, di conseguenza, molti military brat non hanno una propria città di appartenenza. Anche gli stress familiari collegati alla guerra sono una parte comunemente ricorrente nella vita di un military brat. Ci sono anche altri aspetti della vita di un military brat che differiscono significativamente se confrontati con la popolazione civile americana, e spesso comprendono il vivere in Paesi stranieri e/o diverse zone USA, contatto con lingue e culture straniere, e immersione nella cultura militare.
La sottocultura dei military brat è emersa nel corso degli ultimi 200 anni. Poiché il fenomeno ha già una lunga storia, è stato descritto da numerosi ricercatori come una delle più vecchie e tuttavia meno note e largamente invisibili sottoculture d'America. Sono stati anche descritti come una "sottocultura nomadica moderna".
Military brat nella cultura militare statunitense è considerato un termine affettuoso e di rispetto. Il termine può anche connotare l'esperienza del military brat di crescere in movimento, e può riferirsi ad un senso di cosmopolitismo. La ricerca ha mostrato che chi è, o è stato military brat, gradisce per lo più il termine; tuttavia, al di fuori del mondo militare, il termine military brat può talvolta essere frainteso dalla popolazione civile, presso la quale la parola brat ha spesso un significato spregiativo.
Fra i numerosi esempi di military brat famosi, ricordiamo l'astronauta Michael Collins, nato a Roma da un ufficiale US Army, al tempo addetto militare presso la locale ambasciata USA.

## Principali caratteristiche di stile di vita e cultura

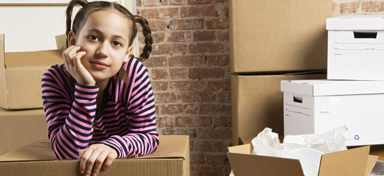
Foto da una guida US Army sul trasferimento, scritta per le famiglie militari. I military brat si trasferiscono in media 10 volte finché crescono; alcuni sono arrivati a 36 traslochi, spesso a migliaia di chilometri di distanza, trascorrendo anni all'estero.

Gli studi mostrano che questo gruppo deve le sue caratteristiche a svariate forze. Una grande influenza è data dagli spostamenti frequenti, poiché la famiglia segue il genitore-membro militare (o, in alcuni casi, entrambi i genitori che sono membri militari) che viene trasferito da una base militare all'altra: ogni spostamento è di solito a centinaia o migliaia di chilometri di distanza. Altre forze che forgiano il military brat sono: cultura di resilienza e adattabilità, costante perdita dei legami di amicizia, facilità o talento nel fare nuove amicizie, assenza di una "città natale", e diffuso contatto con culture e linguaggi stranieri se si vive all'estero; con sfaccettate differenze culturali locali se ci si sposta tra varie zone degli Stati Uniti. Tra gli altri fattori di rilievo, il fatto di vivere in una serie di basi militari che surrogano il "villaggio della comunità", la dominanza della cultura militare in tali ambienti, l'assenza di un genitore a causa delle missioni, la minaccia di perdere il genitore (o entrambi) in guerra, lo stress associato con le conseguenze psicologiche dei conflitti (vivere con genitori veterani segnati dall'esperienza bellica) e la militarizzazione della cellula familiare (bambini trattati in qualche misura come soldati, irregimentati, inculcamento di un'etica guerriera di onore e servizio, frequente esposizione ad idee e simboli patriottici, esperienza di cure mediche gratuite, e disciplina militare). I military brat fruiscono del Tricare finché raggiungono il ventitreesimo anno, o il venticinquesimo (se viene acquistato il Tricare Young Adult).
Sebbene alcune famiglie "non militari" possano presentare alcune delle caratteristiche ed esperienze descritte, la cultura militare ha un'incidenza e una concentrazione molto più alta di questi aspetti ed esperienze rilevabili nelle famiglie militari (al confronto della popolazione civile) e sono percepiti come normali dalle compatte comunità militari. Gli studi dimostrano che crescere immersi nella cultura militare può avere duraturi effetti sui figli di queste famiglie, tanto in senso positivo quanto negativo.

### Vita alla base

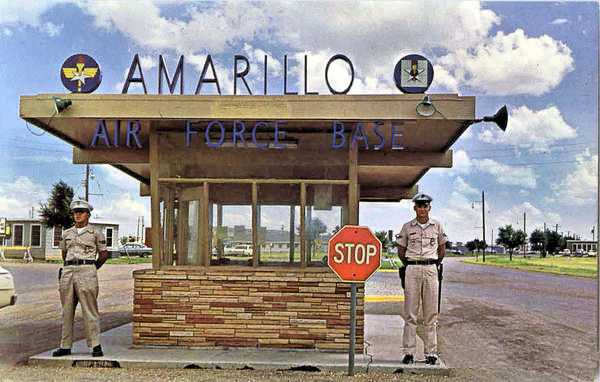
Porta e posto di controllo della Amarillo AFB (che successivamente è stata chiusa). La vita nelle basi militari è parecchio diversa da quella nella società civile, dando a molti military brat un senso di differenza rispetto alla cultura civile.

Le basi militari sono spesso cittadine con 10 000 o più abitanti, e sono mondi autosufficienti in cui prevale la cultura militare a scapito di quella civile, relegata ai margini. Le famiglie militari non vivono necessariamente alla base, ma lo fanno spesso. Il termine "base" è usato dalle persone comuni per designare qualsiasi installazione militare, ma nel mondo militare si usa principalmente per le strutture dell'Air Force o della Navy, mentre per le installazioni dell'Army prevale il vocabolo post, "posto, o accampamento".
Molti military brat crescono spostandosi da una base all'altra, seguendo le nuove destinazioni di servizio di un genitore (o di entrambi, se ambedue militari). A volte vivono alla base, a volte fuori, ma in ogni caso essa è spesso il centro della vita per i military brat, dove negozi, passatempi, scuole e la comunità militare formano un frammento di città provvisoria per i military brat che crescono.

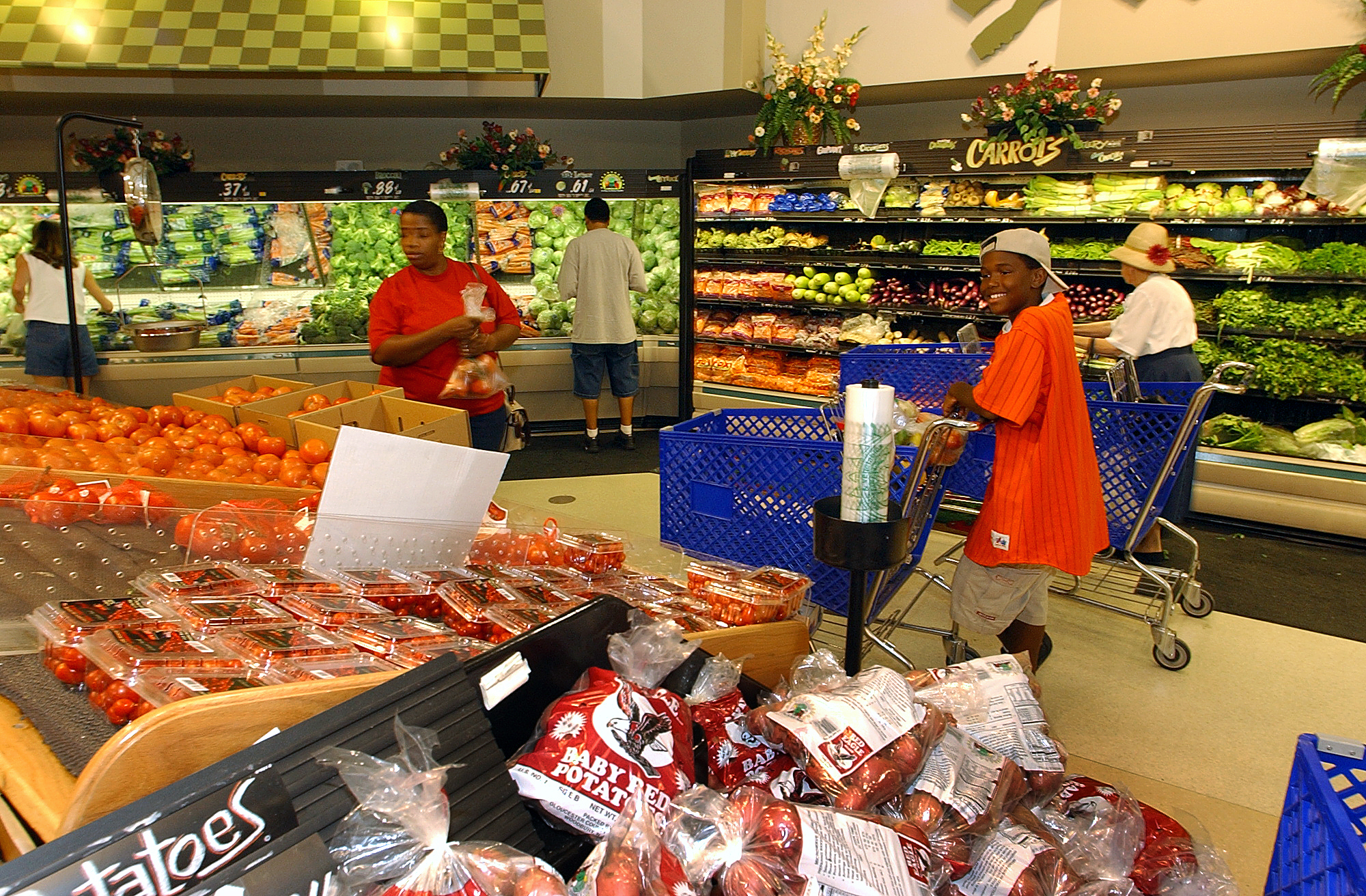
Due military brat fanno spese all'emporio all’interno della base militare. Le basi sono spesso piccole città autosufficienti, con negozi, scuole, ospedali, centri di svago, cinema, ecc.

Gli studi dimostrano che la cultura nelle basi militari è percepita dalla maggior parte dei military brat "presenti e passati" come significativamente differente dalla cultura civile. È esperienza diffusa che sia pervasa da norme e aspettative militari, oltre che dalla presenza di polizia militare o da forze militari di sicurezza sue equivalenti, guardie armate, zone di alta sicurezza e qualche grado di sorveglianza. Alcune basi hanno caratteristiche uniche, come le basi aeree con numerosi aerei e il relativo frastuono, o i porti con molte navi da guerra. In compenso ci sono grandi aree di carattere più rilassato, per alloggiare nella base, fare shopping, consumare pasti, svagarsi, praticare sport o assistere a spettacoli, e non mancano cappelle per accogliere riti religiosi di diversi culti. Però nella base sono in vigore regolamenti militari, leggi e codici di comportamento che possono discostarsi sensibilmente da quanto vale all'esterno in fatto di leggi statali o nazionali, regolamenti o usanze.
Il linguaggio militare poi è diverso dal normale inglese americano ed è spesso condito con gergo militare e acronimi militari. Molte parole o frasi appartengono solo al mondo militare e formano parte della conversazione quotidiana nelle basi. Per esempio, il tempo è misurato in segmenti di 24 ore invece che 12 come nella società civile, e le distanze, principalmente nelle basi dell'esercito negli Stati Uniti o in molte basi USA all'estero di ogni forza armata, spesso sono descritte in metri e chilometri (o "Click" nel gergo militare) invece che in iarde o miglia. Queste sensazioni di diversità possono complicarsi maggiormente per l'aver assorbito vari gradi di culture straniere come pure diverse culture locali americane vivendo in posti diversi, nello stile di vita del military brat.
Le basi formano realmente delle comunità, ma poiché la maggior parte di esse vede avvicendamenti completi del personale nel giro di pochi anni, il military brat divenuto adulto non può (praticamente) ritornare nei luoghi in cui è cresciuto, con la speranza di incontrare i vecchi amici, vicini di casa o nemmeno gli ex insegnanti. Le scuole delle basi di solito hanno un tasso di sostituzione ancor più alto, compiendo un ricambio totale in appena due anni. Poiché al raggiungimento del diciottesimo anno (ventitreesimo se si frequenta un college) vengono revocati i privilegi di accesso alla base, il semplice mettervi piede per rinverdire i ricordi (dei luoghi, perché la rimpatriata con gli amici è impossibile) può già risultare difficoltoso.

### Dimensione della popolazione
Sebbene non siano disponibili cifre esatte, lo U.S. Department of Defense stima che circa 15 milioni di americani siano o siano stati military brat, compresi quelli che hanno trascorso tutta o parte della loro infanzia e/o adolescenza in quello stile di vita. Questa popolazione annovera persone da 1 a 90 anni di età, dato che i military brat esistono da generazioni. Molti military brat trascorsero tutti gli anni della loro crescita concretamente nello stile di vita che descriviamo, alcuni solo una parte, sebbene le questioni familiari, le dinamiche e le influenze possano nondimeno continuare. Inoltre, anche se molti military brat crescono trasferendosi continuamente, questo non vale per tutta la categoria.

## Studi
I military brat sono stati studiati a fondo, sia dal punto di vista della psicologia sociale che come sottocultura americana distinta e unica nel suo genere, anche se meno in termini di impatto a lungo termine dello stile di vita. Ci sono inoltre alcune lacune negli studi sui military brat più vicini ai nostri giorni (post guerra fredda). Collettivamente questi studi dipingono un quadro abbastanza coerente di come lo stile di vita tenda a influenzare la popolazione (in media) in vari aspetti della vita. Questi studi esaminano i modelli generali e le esperienze individuali possono variare notevolmente, come esporremo più dettagliatamente nel prosieguo.

### Modelli positivi nei risultati complessivi di studi
Alcuni decisi vantaggi che sono stati identificati negli studi sulle popolazioni di military brat sono un'elevata presenza di personalità molto resistenti, eccezionali abilità sociali, un alto livello di consapevolezza multiculturale o internazionale, la conoscenza delle lingue straniere e una forte affinità statistica per le carriere che implicano il servizio agli altri. Gli studi mostrano che le persone cresciute in famiglie militari finiscono molto spesso per abbracciare carriere in attività di servizio: servizio militare, insegnamento, counseling, polizia, assistenza infermieristica e lavoro nel servizio diplomatico sono scelte assai comuni per i military brat (confrontate con le analoghe della popolazione diversa dai military brat). Mary Edwards Wertsch identificò anche un modello (per quei military brat che non sceglievano il servizio militare) di lavoro che è più indipendente (lavoro in proprio/evitare l'asservimento diretto a figure autoritarie) e fra queste linee quelle che favoriscono anche professioni artistiche e creative che offrono maggior indipendenza. Riferì ancora che per quei military brat che invece sceglievano il servizio militare c'era una tendenza a passere una fase di instabilità o di messa alla prova dell'autorità durante il servizio militare o un modello di autorità risentita, rappresentata nella sua popolazione di studio. Tuttavia, i military brat che diventano soldati tendono anche avere complessivamente successo nella professione.
Come adulti i military brat possono condividere gli stessi tratti positivi e negativi identificati nelle altre popolazioni che durante l'infanzia si sono trasferite più volte. Avendo avuto l'opportunità di vivere in giro per il mondo, i military brat possono aver un'ampiezza di esperienze senza confronto con la maggior parte degli adolescenti. Indipendentemente da etnia di appartenenza, religione, nazionalità, o genere, i brat potevano identificarsi più facilmente nelle persone che avevano avuto un'infanzia movimentata piuttosto che nei "non mobili". Rispetto alla comune popolazione civile, i military brat inoltre si diplomano al college con maggiore probabilità e divorziano con probabilità minore.

### Modelli negativi nei risultati complessivi di studi
Sul versante negativo, gli studi mostrano che alcuni ex military brat faticano a sviluppare e mantenere relazioni durevoli, profonde, e possono sentirsi estranei alla cultura civile USA. Lo stile di vita effimero può ledere la capacità di costruire relazioni concrete con le persone e sviluppare legami affettivi a posti specifici, e lo stesso si può dire dell'angoscia di avere un genitore schierato in zona di guerra, e delle conseguenze psicologiche del doversi rapportare con genitori sopravvissuti ai conflitti. In alcuni casi si verifica pure la perdita di un genitore in combattimento, o un tragico cambiamento in un genitore causato da una menomazione di guerra. Un military brat può conoscere personalmente uno o più suoi pari che sono figli di vittime di guerra (feriti o morti). Una minoranza significativa di ex military brat può presentare sintomi di disturbo da stress post-traumatico, disturbo evitante di personalità, disturbo d'ansia da separazione, e così via.

## Aree specifiche di studio

### Preferenze di stile di vita mobile
Sebbene non sia un tratto chiaramente positivo o negativo, gli studi mostrano che molti military brat da adulti riferiscono difficoltà nello stabilirsi definitivamente in una qualche località ed anzi dicono di avere il desiderio di spostarsi (trasferirsi) passati alcuni anni; molti military brat adulti la chiamano "la voglia". Nondimeno, alcuni military brat riferiscono la tendenza opposta e dichiarano di rifiutare qualunque pressione di coniugi o datori di lavoro per affrontare un nuovo trasloco.

### Tendenze perfezionistiche
Molti ex military brat riferiscono di dover affrontare in qualche momento della vita problemi legati al perfezionismo e nel capire quando lasciar correre in fatto di risultati personali (forse a causa della natura esigente della cultura militare). Paradossalmente, la maggioranza di questi stessi military brat che dicono aver sofferto di perfezionismo o ansia da prestazione affermano di aver avuto successo nella vita, dimostrando una resilienza che si manifesta altresì nel fatto che, nel lungo periodo, vincono questi problemi o trovano un modus vivendi con essi.

### Adattabilità e sensazione di estraneità
Complessivamente la maggioranza dei military brat riferiscono di aver sviluppato una sorta di extra-adattabilità e si integrano presto e bene nelle nuove situazioni, come già hanno fatto ogni qual volta si erano spostati in una nuova base militare, città o Paese. Ma paradossalmente nella maggioranza dei military brat è comune la sensazione di essere estranei alla cultura "civile" (o non-militare).

## Cultura militare
Una quota significativa di military brat riferiscono difficoltà nello stabilire forti legami con persone o luoghi, ma assai sovente costruiscono un forte legame (o in alcuni casi avversione) con la nozione di base militare e con le comunità in cui si trovano. Ciò avviene poiché conoscenza, esperienza, valori, idee, attitudini, abilità, gusti, e tecniche associati alle forze armate possono talora discostarsi dagli equivalenti della società civile. Le basi militari sono città in miniatura, autosufficienti, sussidiate dal governo che favoriscono il conformismo. Le famiglie militari fanno acquisti in alcuni degli stessi negozi, la cui merce scontata è regolamentata per evitare la concorrenza sleale, in modo che spesso finiscono per vendere gli stessi vestiti e prodotti. Una volta era probabile che i military brat maschi usassero il medesimo "taglio militare" servito dal barbiere della base, ma nel tempo questo costume è cambiato. Una volta l'individualismo della società civile era ritenuto del tutto estraneo a chi fosse cresciuto in una base militare, in una cultura omogenea.

### Valori e patriottismo

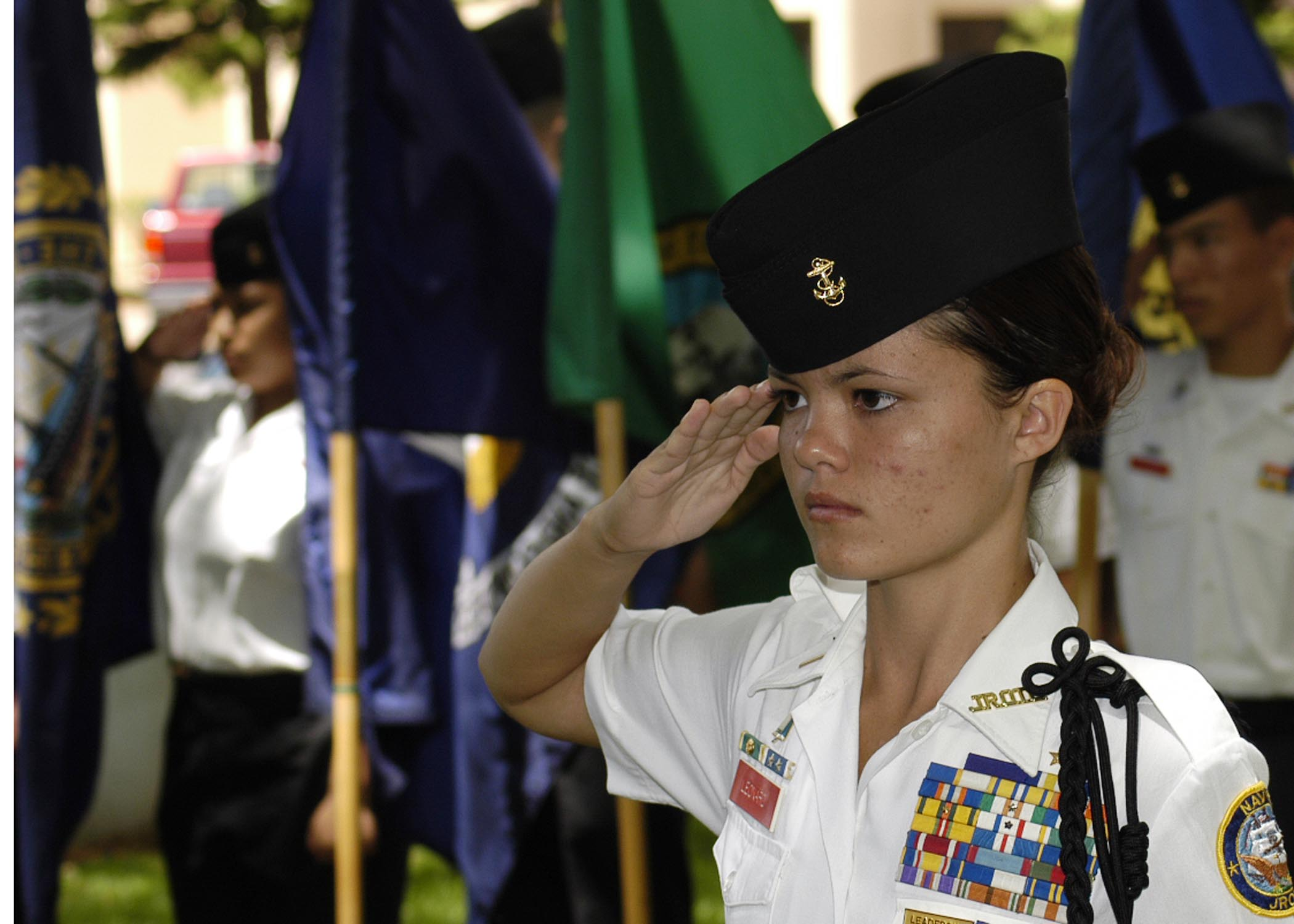
Un'allieva ROTC della Radford High School saluta militarmente durante una cerimonia. La scuola pubblica si trova ad un miglio da una base US Navy. Il 62% dei suoi allievi sono persone a carico di militari, dette "military brat", che causano un tasso annuo di avvicendamento di un terzo.

Il patriottismo può avere diversi significati per gli ex military brat, ma in ogni caso ha un peso rilevante nell'educazione, linguaggio e pensiero di molti di coloro che sono cresciuti in famiglie militari. L'agio, o il senso di restrizione (o entrambi), che si può trovare nelle basi militari non è limitato agli orpelli fisici, ma può essere rafforzato attraverso coerenti rituali comuni a loro. Quando ci si sposta per il mondo, questi rituali possono aiutare i brat a sentirsi a casa nella loro nuova comunità. Anche se cambiano volti e geografia, la "base" può rimanere riconoscibile perché spesso i rituali sono uniformi. Il principio sottostante a questi rituali è coerente: promuovere patriottismo.
Samuel Britten ha asserito fondandosi su prove aneddotiche che la vita nelle basi militari è associata a un sentimento patriottico comparativamente maggiore. Per esempio, ci si aspetta che si renda omaggio alla bandiera americana. Al termine dell'orario d'ufficio, in un'installazione militare, risuona il segnale di tromba "To the Color" e viene eseguito l'ammainabandiera. Oggi non è più una regola universale, ma una volta ci si aspettava che chiunque all'esterno, anche se stava praticando uno sport o guidando una macchina, interrompesse quel che stava facendo per mettersi sugli attenti.". Il personale in uniforme fa il saluto militare e le altre persone posano la mano sul cuore.
Fino a qualche tempo fa, si recitava ogni mattina il Pledge of Allegiance, e si potevano sentire canzoni patriottiche e militaristiche nelle Department of Defense Dependents Schools (DoDDS) all'estero e nelle Department of Defense Domestic Dependent Elementary and Secondary Schools (DDESS) negli Stati Uniti. Gli ideali patriottici spesso costituiscono il tema di sermoni religiosi. Cerimonie liturgiche protestanti e cattoliche possono comprendere inni militaristici. Prima della proiezione di film nei cinema delle basi, spettatori e personale si alzano in piedi per ascoltare l'inno nazionale, spesso accompagnato da un altro canto patriottico, quale "God Bless the USA".
La famiglia militare sa che il suo congiunto in servizio può essere ucciso nell'adempimento del dovere, ma riesce ad accettare tale rischio perché riconosce come valori il dovere, l'onore e il Paese. Per estensione del legame con il genitore militare, il brat ne condivide moralmente la missione.

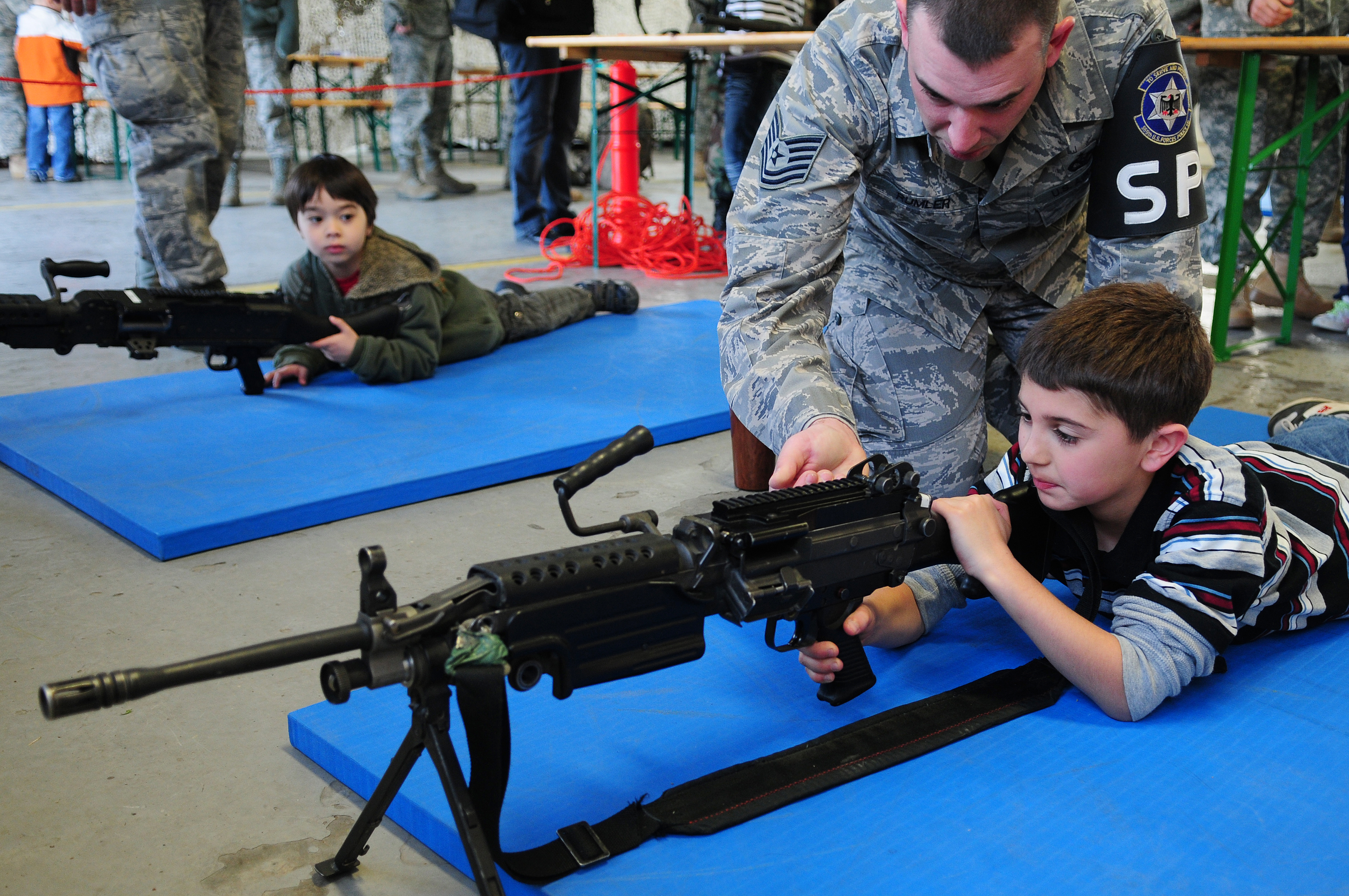
Job Shadow Day in una base USA in Germania – il figlio di un militare, assistito dal padre, familiarizza con la M249.

La legge militare richiede agli ufficiali comandanti e ai militari che esercitano un'autorità di dimostrare virtù, onore, patriottismo, e subordinazione in tutto quel che fanno. Negli anni 1990 l'esercito adottò ufficialmente ciò che si sarebbe conosciuto come "i 7 valori dell'esercito", riassunti dall'acronimo "LDRSHIP". LDRSHIP sta per Loyalty, Duty, Respect, Selfless Service, Honor, Integrity, e Personal Courage (ovvero: "Lealtà, Dovere, Rispetto, Servizio altruistico, [H]onore, coraggio Personale"). Benché questo acronimo sia relativamente nuovo, le idee che sottende sono state il cuore del servizio militare per generazioni. Analogamente, il motto "dovere, onore, Paese" è la regola morale delle forze armate USA. I military brat crescono in un ambiente che enfatizza LDRSHIP, Duty, Honor, and Country. La loro stretta (manifesta) aderenza ai valori militari è ciò che più li distingue dai loro coetanei civili. I figli del personale militare spesso fanno propri i valori, ideali, e atteggiamenti dei loro genitori più di quanto facciano i figli dei civili. Il generale dei marines Peter Pace, presidente del Joint Chiefs of Staff, in un'intervista del 2006 dichiarò "Non c'è modo, secondo me, che possiate riuscire nella carriera militare e avere una famiglia a meno che quella famiglia apprezzi, davvero, il servizio che svolgete per il Paese." Pace scrisse ancora in una lettera dell'aprile 2006 commemorante il mese del figlio di militari: "Voi [figli di militari] siete patrioti americani e modelli di ruolo per noi tutti."

### Disciplina
La famiglia militare stereotipata potrebbe avere una "tabella dei turni di servizio" sul frigorifero, genitori che fanno ispezioni alle camerette, e bambini che dicono "signorsì/sissignora" agli adulti. L'ottanta per cento dei military brat ai tempi della Guerra Fredda descrivevano il padre come "autoritario" o desideroso di esercitare il controllo completo sulle loro vite. Descrivevano i loro genitori militari come rigidi nella disciplina, inflessibili, intolleranti del dissenso, ostili al comportamento anticonformista, insensibili alle loro emozioni, refrattari alla riservatezza personale. Uno psicologo militare dei tempi della Guerra Fredda, pubblicando un articolo nell'American Journal of Psychology, esaminò i genitori di pazienti rivoltisi alla sua clinica, e concluse che il 93% dei pazienti provenivano da famiglie eccessivamente autoritarie.
Le aspettative in fatto di disciplina si ripercuotono anche al di fuori della famiglia militare. I membri della famiglia sanno che le loro azioni e condotta possono avere un impatto diretto sulla carriera militare del loro congiunto. Le conseguenze di un cattivo comportamento per un military brat sono generalmente maggiori che per il figlio di un civile. La carriera e l'identità sociale di un (o di una) militare possono essere distrutti in un attimo da un figlio testardo o trascurato. Per esempio, quando un military brat si mette nei guai, le autorità possono chiamare l'ufficiale comandante o il comandante della base del genitore prima, o al posto, di chiamare i genitori stessi del brat. Se viene interpellato il comandante ufficiale o il comandante della base, il comportamento del brat viene annotato nello stato di servizio del militare, condizionandone sfavorevolmente la possibilità di promozione o di ricevere destinazioni di servizio (specie all'estero) che conducono all'avanzamento.
La ricerca sui military brat ha coerentemente mostrato che si comportavano meglio dei loro corrispondenti civili. La sociologa Phoebe Price propose tre possibili ipotesi per spiegare perché ciò avvenga: prima, i genitori militari sono meno tolleranti alle trasgressioni dei loro figli; seconda, la mobilità dei teenager potrebbe renderli meno desiderosi di attrarre l'attenzione su di sé, dato che molti vogliono integrarsi e sono meno sicuri dell'ambiente che li circonda; e terza, le coercizioni normative sono più grandi, con i brat consapevoli che il loro contegno è sotto esame e può influenzare la carriera del membro di un corpo.
Gli anni dell'adolescenza sono tipicamente un periodo in cui le persone costruiscono la propria indipendenza assumendo su di sé rischi che prima gravavano sui genitori. Quando gli adolescenti vivono in una "comunità acquario", una piccola comunità autosufficiente come può essere la base, mettere in discussione può essere più difficile. I brat sanno che la cattiva condotta o l'attività ribelle sarà comunicata ai loro genitori. I brat sono a volte sotto pressione costante perché si conformino a ciò che la cultura militare si attende da loro; questo comporta che talvolta possano sembrare più maturi dei loro coetanei. Se crescono all'estero o in basi militari, potrebbero avere limitate opportunità di vedere un ampio spettro di modelli di ruolo in diverse professioni.
La severa disciplina può anche avere l'effetto opposto: i brat possono ribellarsi o comportarsi in modo immaturo ben oltre ciò che è normalmente considerato accettabile. Altri sviluppano problemi psicologici legati all'intenso stress di doversi comportare sempre meglio che possono.

### Classismo militare
La vita militare è rigidamente separata in funzione del grado; le strutture a disposizione degli ufficiali e per il personale di truppa sono nettamente diverse. L'alloggio per ufficiali sarà generalmente più accessibile alle attività della base, di dimensioni maggiori, e meglio inserito nel paesaggio. All'interno della stessa categoria, gli ufficiali superiori avranno una sistemazione ancora più raffinata e prestigiosa. 
I circoli ufficiali sono più eleganti dei circoli per la truppa. Gli ufficiali hanno ambienti di svago più puliti e più elaborati di quelli che spettano alla truppa. Storicamente, nelle basi le cappelle e i cinema avevano posti riservati ad ufficiali e loro familiari. Per una parte del XX secolo, alcune basi avevano due organizzazioni di Boy Scout e due di Girl Scout, in modo che anche i ragazzini frequentassero solo i figli di "parigrado" dei genitori.
Queste differenze non sono meramente esteriori, ma un aspetto centrale della vita militare. I figli del personale di truppa spesso credono che i figli degli ufficiali ricevano un trattamento speciale perché i non ufficiali temono di turbare gli ufficiali. La separazione fisica e le differenze tra le attività disponibili complicano molto le cose. La maggior parte dei military brat a livello personale non permettono che questo condizioni le loro interazioni sociali, e nella maggior parte di casi è disapprovato il trattare gli altri in funzione del livello retributivo o di grado dei loro genitori.
La separazione di grado ha l'espresso scopo di mantenere la disciplina militare tra il personale del corpo. Secondo lo U.S. Uniform Code of Military Justice, può essere illecito per un ufficiale fraternizzare con un militare di truppa perché ne può restare compromessa la gerarchia militare. Questa concezione si trasmette spesso anche ai figli del personale militare. Due brat i cui genitori hanno un rapporto subordinato-superiore possono causare problemi ad entrambi i genitori.
In misura minore, il classismo militare riguarda anche il corpo cui appartiene il genitore militare.
Se vien loro chiesto di indicare "il miglior corpo militare", i military brat nomineranno quasi invariabilmente quello cui appartiene il loro genitore. Sapranno precisare molti motivi per cui il "loro" corpo è il migliore. Questi pregiudizi sopravvivono ben oltre il momento in cui hanno cessato di dipendere economicamente da quel militare. Quando i brat crescono, questi limiti sono sostituiti da un'identità condivisa che si basa sul fatto di essere un military brat.
Mentre una gerarchia di classe si riflette in strutture abitative stratificate, il classismo militare differisce dalle strutture tradizionali di classe per alcuni aspetti significative — in particolare, educazione scolastica e accesso a cure mediche di qualità. I figli di personale militare frequentano le stesse scuole nella base indipendentemente dal grado, creando culture paritarie di solito non basate sulla classe, e fornendo uguale accesso a risorse di istruzione. Analogamente, tutto il personale militare riceve la stessa qualità di cure sanitarie e dai medesimi professionisti.

### Antirazzismo
Nel 1948, 20 anni prima che il movimento per i diritti civili si diffondesse nel segmento civile della società USA, il presidente Truman emanò l'Executive Order 9981 che applicava l'integrazione nelle forze armate e decretava l'uguaglianza di trattamento e di opportunità. Poneva fuori legge la segregazione nelle forze armate e rese illecito, in virtù della legge militare, fare un commento razzista. Quindici anni dopo, il Segretario alla difesa Robert McNamara emanò la Directive 5120.36 del dipartimento della difesa. "Ogni comandante militare", dispone la direttiva, " ha la responsabilità di contrastare le pratiche discriminatorie riguardanti i suoi uomini e le persone a loro carico e di favorire le pari opportunità per loro, non solo nelle aree sotto il suo immediato controllo, ma anche nelle vicine comunità in cui si possono riunire fuori servizio." La direttiva fu diramata nel 1963, ma si dovette attendere il 1967 perché per la prima volta fosse interdetta al personale militare un'installazione non militare a causa delle sue pratiche discriminatorie. Queste direttive non eliminarono del tutto il razzismo nelle forze armate, ma continuano a influenzare la cultura in cui crescono questi figli di militari.
Quando le famiglie vanno all'estero, gli studenti delle minoranze raramente subiscono atteggiamenti apertamente razzisti da parte dei loro vicini espatriati. Questo è vero anche nelle basi militari in territorio USA; poiché la comunità diversa e più integrata della base militare è isolata dalla comunità esterna, e vista come comunità principale, mentre quella esterna è secondaria, è meno probabile che i familiari dei militari indulgano a idee razziste. I legami con la comunità militare sono normalmente sentiti dai familiari dei militari come più forti rispetto alle differenze di "razza".

## Crescere militarmente

### Effetto dello stile di vita mobile sulle amicizie

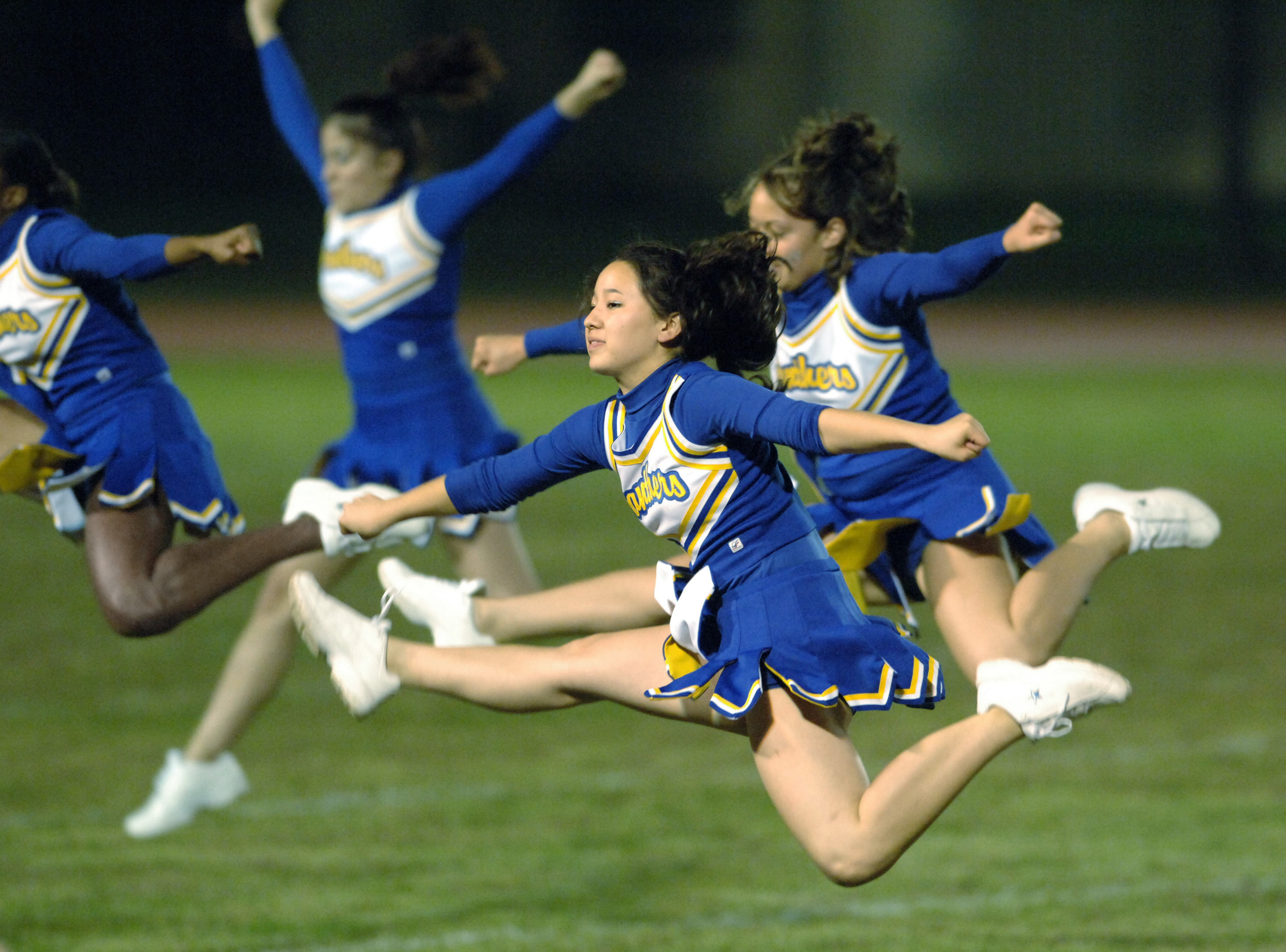
Military brat americane cheerleader in una gara nella Yokota High School, una scuola dello U.S. Department of Defense nella base dell'Air Force di Yokota, (Giappone).

Dato che i military brat stanno costantemente facendo nuove amicizie per sostituire quelle vecchie che hanno perso, sono spesso più socievoli e indipendenti. D'altro canto, l'esperienza di essere un eterno estraneo li può far sentire fuori posto ovunque, anche se più avanti nella loro vita si stabiliscono da qualche parte. Secondo il più imponente studio svolto su quasi 700 TCK, l'ottanta per cento afferma di potersi confrontare con chiunque, a prescindere da differenze di "razza", etnia, religione, o nazionalità.
Una tipica scuola militare può vedere fino al 50% di sostituzioni ogni anno (il 25% si diploma mentre un terzo del restante 75% di studenti si trasferisce); i gruppi sociali che erano esistiti per un anno smettono di esistere all'apparire di nuovi gruppi. Il brat impara ad adattarsi rapidamente a questo ambiente in perenne mutamento. I bambini che si trasferiscono spesso sono più inclini ad aprirsi all'ultimo arrivato, perché sanno cosa vuol dire essere l'ultimo arrivato.
Studi recenti mostrano che, sebbene i brat si trasferiscano mediamente ogni tre anni, non si abituano ai trasferimenti. L'ambiente che cambia di continuo e l'apertura agli altri hanno un prezzo. Piuttosto che sviluppare la capacità di risolvere i problemi, c'è la tentazione di lasciare semplicemente il problema dove sta, senza risolverlo.

Tuttavia, più di due terzi dei brat oltre i 40 sono sposati con il loro primo coniuge.
Gli studi mostrano inoltre che molti brat si adattano molto facilmente in conseguenza del loro stile di vita mobile, ma c'è anche un'incidenza superiore alla media, fra una minoranza di military brat, di disturbo evitante di personalità e disturbo d'ansia da separazione.

### Vita scolastica

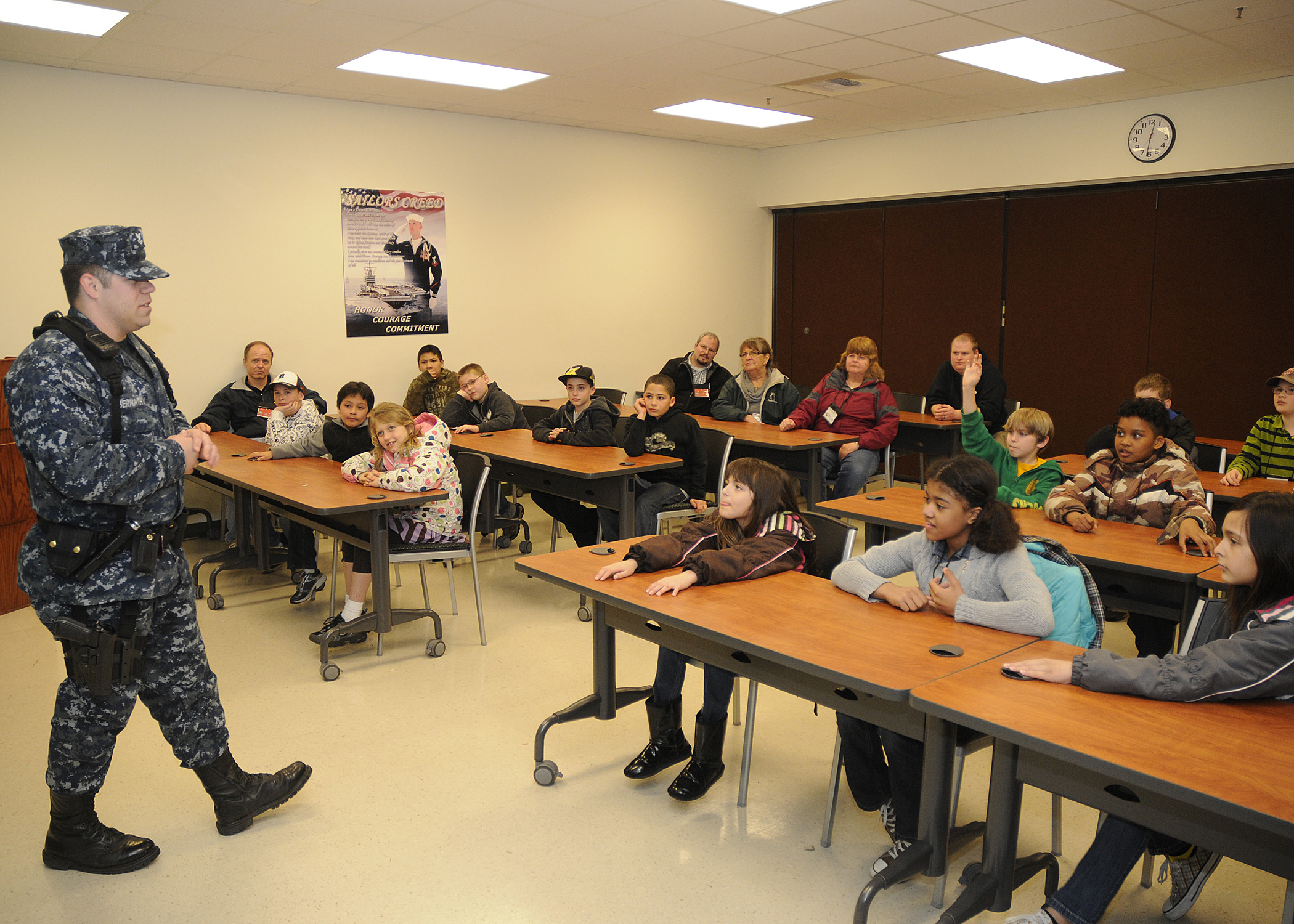
Military brat in gita scolastica presso il reparto sicurezza della base, Naval Air Station Whidbey Island (Washington, USA).

Trasferirsi durante i mesi estivi può essere difficoltoso. I corsi che gli studenti seguivano presso le vecchie scuole possono non soddisfare i requisiti di promozione della nuova scuola. Però le vacanze invernali o di metà anno sono tradizionalmente considerate il periodo peggiore per traslocare. Gli studenti sono obbligati ad entrare in corsi che sono già iniziati. I gruppi sociali diventano sempre più impenetrabili, e lo studente (o la studentessa) può trovarsi escluso dalle attività di suo gradimento. Per esempio, un atleta può non riuscire a gareggiare nel suo sport perché non ha partecipato alle selezioni e la stagione è già iniziata. Uno studente che eccelleva nella sua vecchia scuola DoDDS o DDESS si trova improvvisamente inadeguato alla scuola più grande. Degli studi più recenti però indicano che la mobilità in corso d'anno può essere meno traumatica degli spostamenti estivi.
Le scuole DoDDS all'estero e DDESS agli Stati Uniti tendono ad essere più piccole di molte scuole pubbliche. Studenti e insegnanti spesso interagiscono reciprocamente in un modo più sociale. Tornati alle scuole civili, la mancanza di cameratismo con il corpo docente può essere un ostacolo inatteso per molte famiglie militari che si trasferiscono di frequente.
Rispetto ai loro corrispondenti civili, i military brat hanno tassi di delinquenza inferiori, punteggi di prestazione più elevati nei test standardizzati, e IQ mediani più alti. Sono più inclini ad avere un diploma di college (60% contro 24%) e a raggiungere un diploma avanzato (29,1% contro 5%). Sebbene questi tassi siano superiori a quelli della popolazione generale USA, sono inferiori a quelli dei Third Culture Kids "non brat" (84–90% diploma di college e 40% diploma di laurea). Nell'ambito dei "third culture kids", i military brat degli Stati Uniti sono i più mobili, trasferendosi mediamente ogni tre anni.

### Grado di esperienza e influenze internazionali

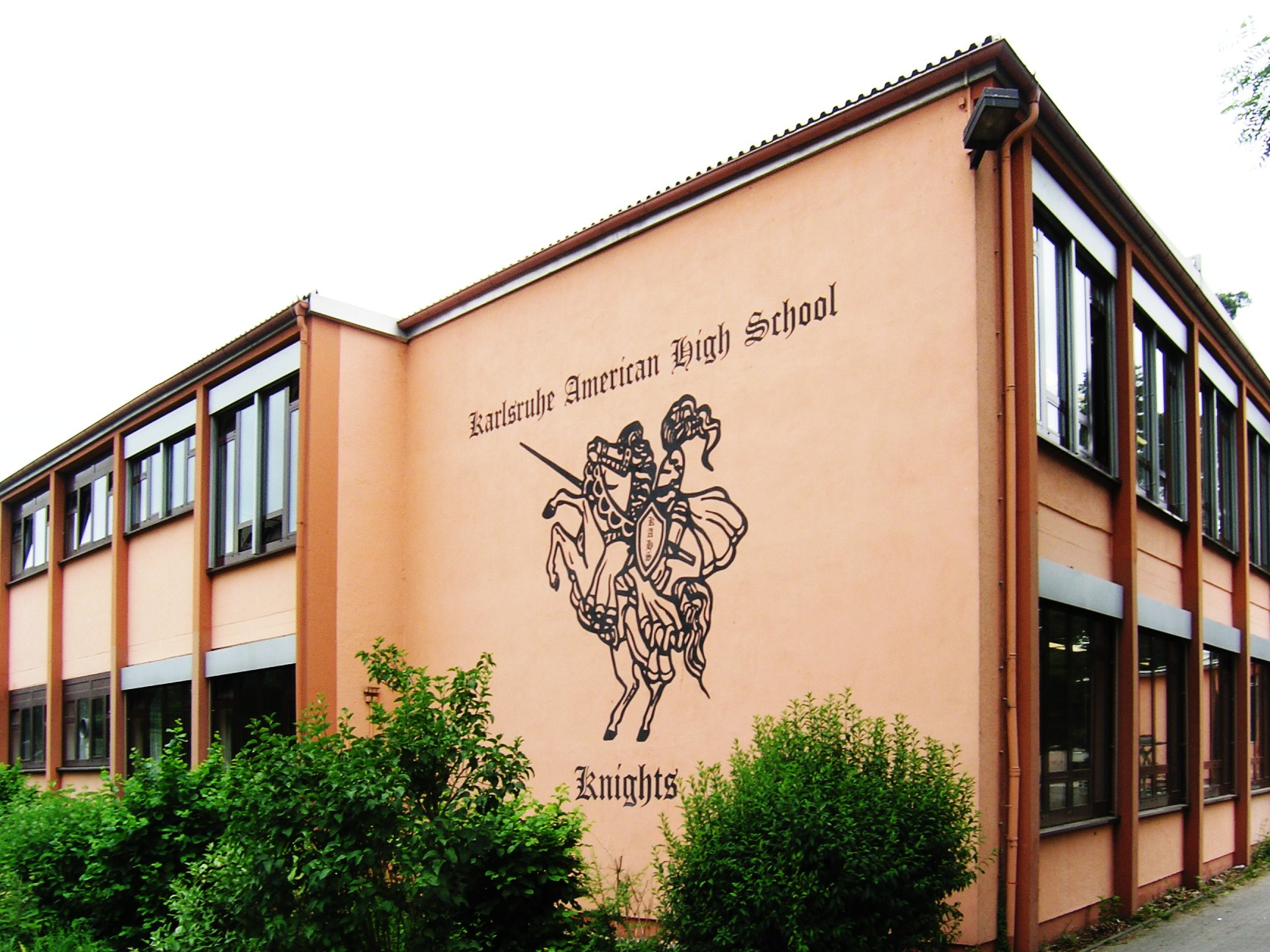
Ex Karlsruhe American High School per figli di appartenenti US Army di stanza a Karlsruhe (Germania).

Il sociologo Morten Ender ha svolto il più grande studio esclusivamente sui military brat di carriera (quelli che ebbero almeno un genitore nelle forze armate dalla nascita alla high school). Intervistò e mandò questionari a oltre 600 military brat appartenenti a varie organizzazioni di brat che risposero a sue pubblicità su stampa e internet. Il suo studio rivelava che il 97% avevano vissuto almeno una volta in un Paese straniero, il 63% in due, il 31% in tre. Mediamente si erano trasferiti otto volte prima di diplomarsi alla high school e trascorso in media sette anni in Paesi stranieri. Oggi più dell'80% di loro parlano almeno una lingua diversa dall'inglese, e il 14% ne parlano tre o più. Il lavoro di Ann Cottrell sui third culture kids, comunque, mostra risultati leggermente inferiori, ma tali risultati non distinguono i brat "di carriera". Il sociologo Henry Watanabe mostrò che gli adolescenti "militari" e "civili" hanno i medesimi interessi e desideri, ma che crescere in una comunità mobile offre opportunità ed esperienze generalmente non accessibili alle famiglie geograficamente stabili. Uno studio sociologico su comunità militari americane all'estero nella Germania della Guerra Fredda mostrò inoltre alcuni effetti di trasformazione su tali comunità dovuti a contatto con l'ambiente estero.

### Abuso e alcolismo
Due dei temi comuni nel libro di Wertsch sono abuso e alcolismo. Sono ripresi in altra letteratura sulla Guerra Fredda, come The Great Santini di Pat Conroy. Negli anni 1980 e 1990 le forze armate USA presero in serio esame i problemi di abuso e alcolismo. L'impatto sulle iniziative militari rimane incerto. Alcuni studi riferiscono tassi di abuso superiori nelle famiglie militari, ed altri studi indicano il contrario.
Gli studi secondo cui l'abuso è un problema maggiore nelle famiglie militari che in quelle civili attribuiscono ciò alle lunghe ore, ai frequenti stravolgimenti dello stile di vita, e nell'alto grado di stress. Pongono in rilievo che le famiglie militari possono essere più riluttanti a denunciare problemi di abuso a causa del potenziale impatto sulla carriera del militare. Altri studi invece sostengono che le famiglie militari abbiano un problema minore rispetto alle famiglie civili perché la cultura militare offre un aiuto più accessibile per le vittime di abuso. Le famiglie militari hanno assistenza sanitaria, alloggi, e programmi di sostegno familiare spesso inaccessibili alle famiglie con redditi più bassi. I membri della famiglia che compiono abusi sono più soggetti all'ordine (da parte del loro ufficiale comandante o comandante di base) di sottoporsi a trattamento, così limitando le ricadute nell'abuso.

## Military brat attuali
Nel 2010 lo U.S. Defense Department riferì che in quel momento c'erano 2 milioni di bambini e adolescenti americani che avevano avuto almeno un genitore schierato in zona di guerra nei conflitti Iraq e Afghanistan allora in corso. Oltre 900 000 avevano avuto un genitore inviato al fronte più volte.
La maggior parte della ricerca sui military brat ha riguardato gli effetti di lungo termine sugli adulti che crebbero durante la Guerra Fredda e quelle di Vietnam e Corea. Terminata la Guerra Fredda, cambiò il ruolo delle forze armate statunitensi. Le forze armate USA compresero che c'era una chiara correlazione tra qualità della vita, fidelizzazione ed efficacia operativa. A tal proposito, le forze armate iniziarono a cambiare i livelli di vita con cui erano cresciuti la maggior parte dei military brat nella Guerra Fredda. Cambiò la demografia delle forze armate. Le forze armate moderne hanno una quota maggiore di membri coniugati. Poiché gli alloggi delle basi sono calcolati per meno famiglie, ce ne sono di più obbligate a vivere fuori della base.
Il personale militare oggi è integrato da più civili che vanno a ricoprire ruoli essenziali, e l'introduzione di "mega-basi" che uniscono diverse forze armate e le loro culture singolari ha a sua volta influito sulla demografia. Da ultimo, durante il periodo post Guerra Fredda gli Stati Uniti sono stati coinvolti in tre impegni militari prolungati (due in Iraq ed uno in Afghanistan).

### La guerra nel XXI secolo

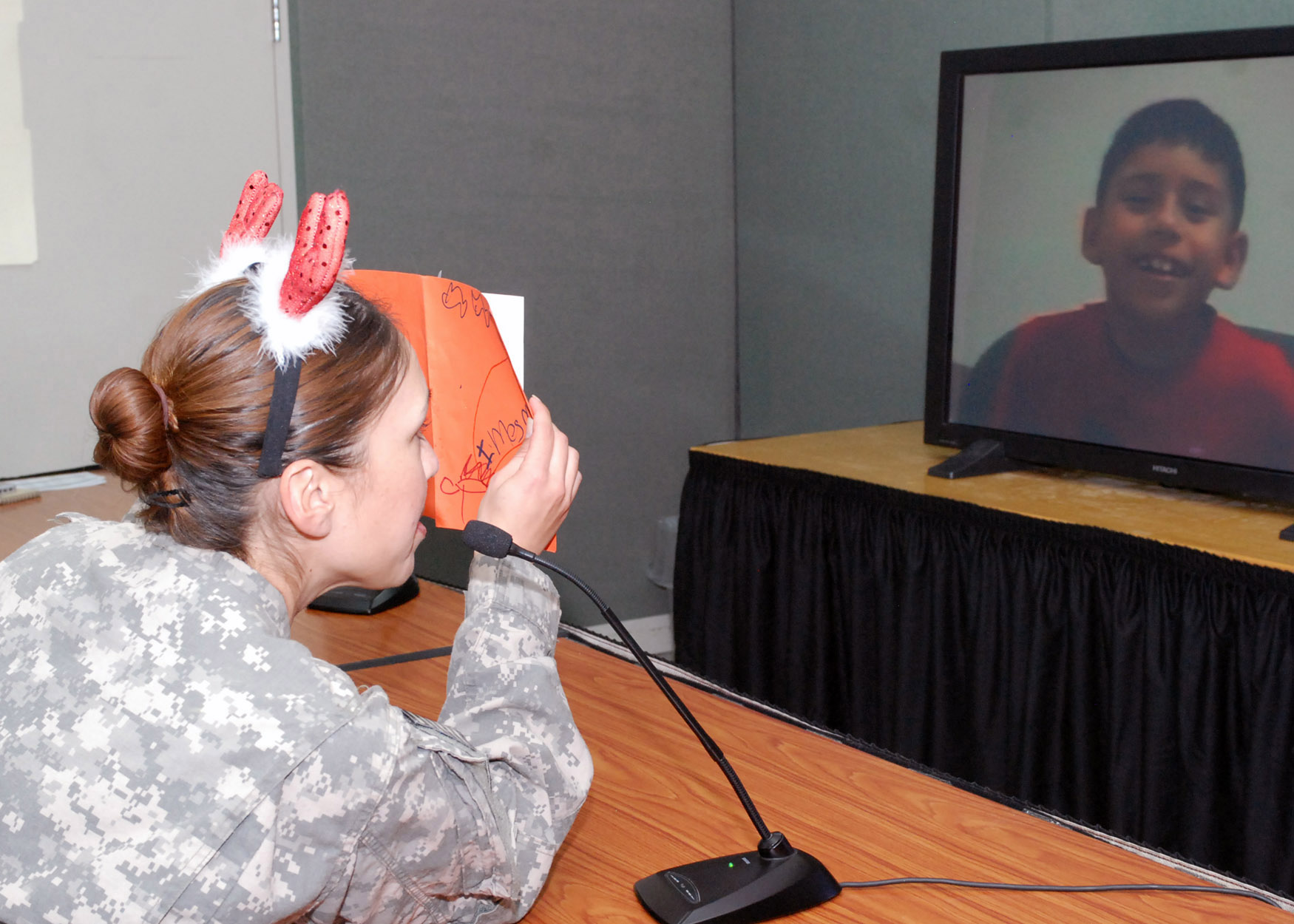
Una soldatessa U.S. Army in Iraq parla al figlio in teleconferenza.

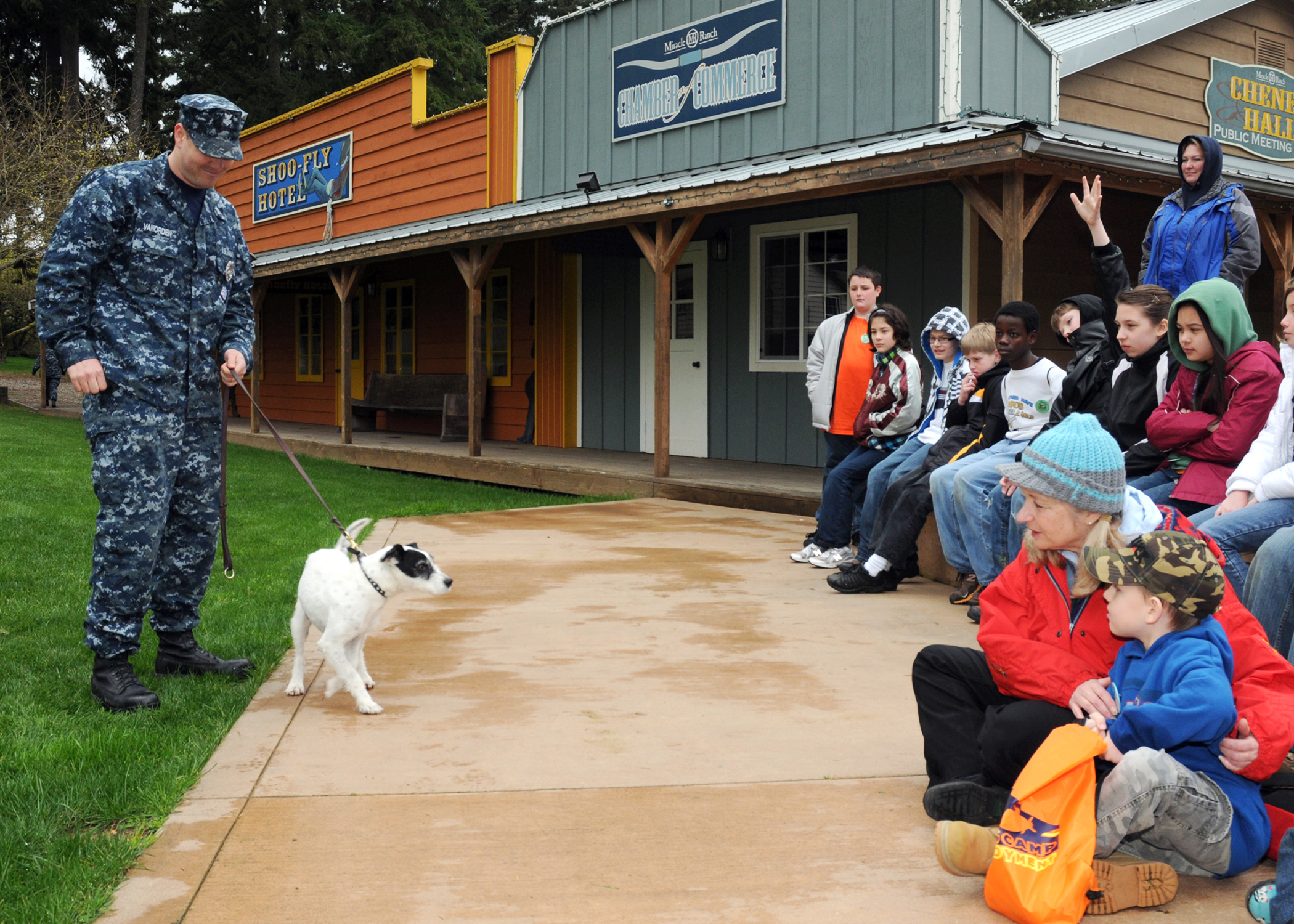
Dei military brats con i genitori impiegati in guerra assistono ad un evento speciale di sostegno e guardano un Master-at-Arms della marina che esegue una dimostrazione con un cane da lavoro.

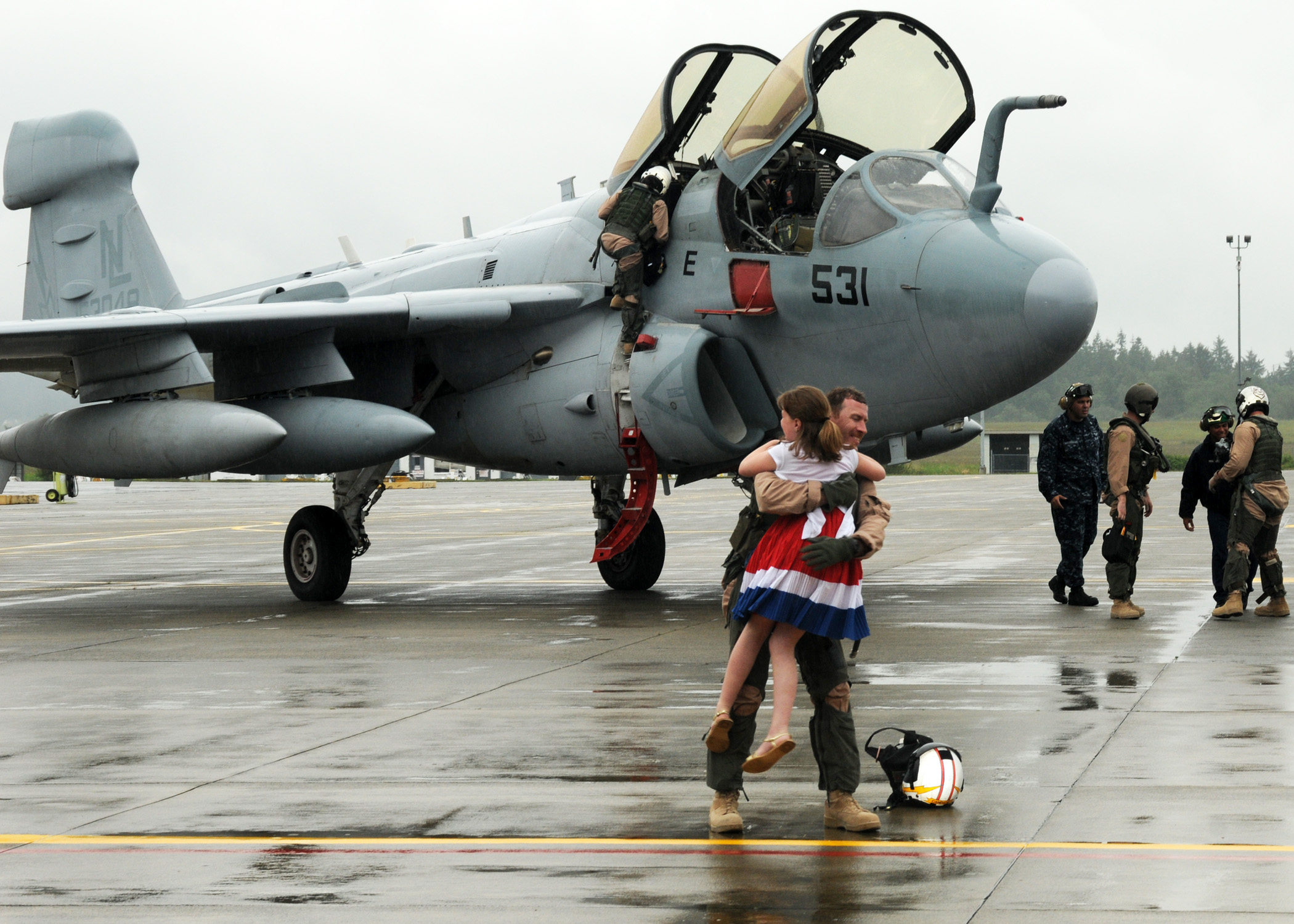
Un pilota dell'aviazione di marina, appena sceso dal suo EA-6B, riabbraccia la figlia.

I military brat di oggi affrontano ulteriori difficoltà. Per esempio, si stima che circa 50 000 famiglie militari hanno entrambi i genitori al servizio delle forze armate; questo crea la possibilità che entrambi i genitori siano contemporaneamente dispiegati. Un'altra differenza significativa è la velocità di comunicazione. Con l'avvento di internet è possibile per i membri della famiglia comunicare con i militari nelle zone di combattimento. Questo permette ai brat di restare in contatto con il loro genitore militare (o con entrambi, se militari dispiegati), ma aumenta anche la tensione poiché le famiglie militari vengono raggiunte da più dettagli. In ogni momento gli organi di informazione come CNN e Fox News diffondono le notizie più rapidamente di quanto la burocrazia militari possa trattare i dettagli. Questo significa che le famiglie militari sanno che sono morti dei militari prima che la parola ufficiale raggiunga le famiglie. Lo psichiatra militare colonnello Stephen Cozza dice che "un senso di paura" accompagna la notizia della morte di un militare finché manca la conferma che quel militare non era il proprio caro.
Wertsch ha rilevato che, comunque, durante la Guerra del Vietnam, la "copertura giornalistica" attraverso i notiziari TV era già intensa e costante, e che simili problemi del timore delle famiglie militari intensificato dalle notizie televisive erano ugualmente presenti per i military brat e le mogli di quell'era con un membro della famiglia al fronte.
Malgrado questi dati, gli studi mostrano solo un leggero aumento negli stressor immediati tra i military brat i cui genitori sono impegnati in zona di combattimento, benché non siano mai stati fatti studi sugli effetti più a lungo termine. Ragazzi e bambini più piccoli mostrano effettivamente il rischio più elevato quando è schierato un genitore, ma raramente questo richiede intervento clinico. Ad ogni modo, gli studi dimostrano che quando in militare è inviato in zona di combattimento, la coesione familiare ne risente maggiormente che quando i militari sono dispiegati in zone di non combattimento.
I militari possono essere dispiegati per giorni, mesi, o perfino anni senza la loro famiglia. Quando un genitore è dislocato senza la sua famiglia, i figli subiscono le stesse emozioni che provano i figli di divorziati. Oltre agli effetti del divorzio, i military brat hanno ulteriori preoccupazioni. Quando un militare è mandato lontano, non sempre la famiglia sa dove si sta andando e quando (o se) ritornerà il militare. Gli studi mostrano che ci sono tre fasi nel dispiegamento, e ciascuna fase ha diverso impatto sulla famiglia.

I coniugi in attesa riferivano quanto segue quando il loro coniuge era dispiegato:
- Preschieramento — Stress/conflitto coniugale, allontanamento dal coniuge, ira, risentimento, tristezza/depressione, comportamento negativo dei figli.
- Schieramento — Problemi coniugali, isolamento, solitudine, ira risentimento, tristezza/depressione, comunicazioni ridotte, stress, minor supporto sociale, assunzione del ruolo del genitore singolo, difficoltà nella cura dei figli, disturbi del sonno, sintomi fisici, riparazioni auto e casa, difficoltà nell'accedere ai servizi militari, comportamento negativo dei figli.
- Postschieramento/Riunione — Ridefinire le responsabilità, stress coniugale, problemi di comunicazione, ansia, ira, risentimento, problemi di attaccamento genitori-figli.[88]

Benché la separazione generi stress, secondo le forze armate USA rafforza i figli inducendoli a diventare più responsabili quando manca un genitore, facilitando così l'indipendenza.
Uno studio diffuso dal Pentagono nel giugno 2009 riferiva che i figli di personale combattente mostrano più paura, ansia e problemi comportamentali. Secondo tale studio, i coniugi riferiscono che quando il militare è inviato in zona di combattimento, i figli iniziano a provare maggiore ansia. Uno su quattro genitori dice che i suoi figli reagiscono male o molto male, e un terzo denuncia problemi scolastici. Un altro studio eseguito dalla UCLA indicava che un anno dopo il ritorno del genitore, il 30% dei figli "dimostrava livelli clinici di ansia". Lo studio del Pentagono riscontrò effetti più pronunciati nei figli tra i 5 e i 13 anni, mentre quello dell'UCLA trovò prove contrarie, nel senso che i problemi più acuti si rileverebbero nei bambini sotto gli 8 anni.

### "Suddenly military" brat ("Reserve brat" o "National Guard brat")
Le famiglie suddenly military (cioè quelle che annoverano uno o entrambi i genitori riservisti o membri della National Guard) subiscono ulteriori traversie, connesse all'isolamento dalle corrispondenti famiglie militari (di carriera), e all'isolamento dalle comunità della loro città; fenomeni che non riguardano le famiglie militari tradizionali (cioè quelle con membri di carriera, o del "servizio attivo" – active duty nel gergo americano).
Per le aumentate esigenze delle forze armate USA, i riservisti sono stati spesso chiamati al "servizio attivo". I figli di questi riservisti, inaspettatamente richiamati ad un prolungato servizio attivo, sono tecnicamente military brat, ma possono non identificarsi con i brat tradizionali (figli di militari di carriera) o non averne tutte le caratteristiche (sebbene in certe aree specifiche, come nei problemi legati alla guerra, possano essere largamente sovrapponibili). Con l'intento di meglio integrare i "suddenly military" brat sono nati gruppi come "Operation: Military Kids" e "Our Military Kids". Operation: Military Kids è un programma concepito per aiutare i figli "suddenly military" a comprendere la cultura militare cui appartengono ora, e Our Military Kids offre sovvenzioni economiche per sostenere ripetizioni, sport e altre attività extracurricolari per i figli di membri National Guard e Reserve, i cui genitori talvolta subiscono riduzioni di reddito per il fatto di essere richiamati in servizio attivo.
Neanche le famiglie National Guard sono molto avvezze alla cultura militare. Sono fisicamente separate dalle altre famiglie militari, e questo significa che possono avere minor sostegno emotivo in tempo di guerra, così come possono essere impreparate al dispiegamento in servizio attivo. Sia le strutture di sostegno formale sia quelle informali disponibili per le famiglie militari convenzionali non sono altrettanto prontamente disponibili per le famiglie dei riservisti. Operation: Military Kids istruisce i "suddenly military" brat in fatto di cultura militare e aspettative collegate.

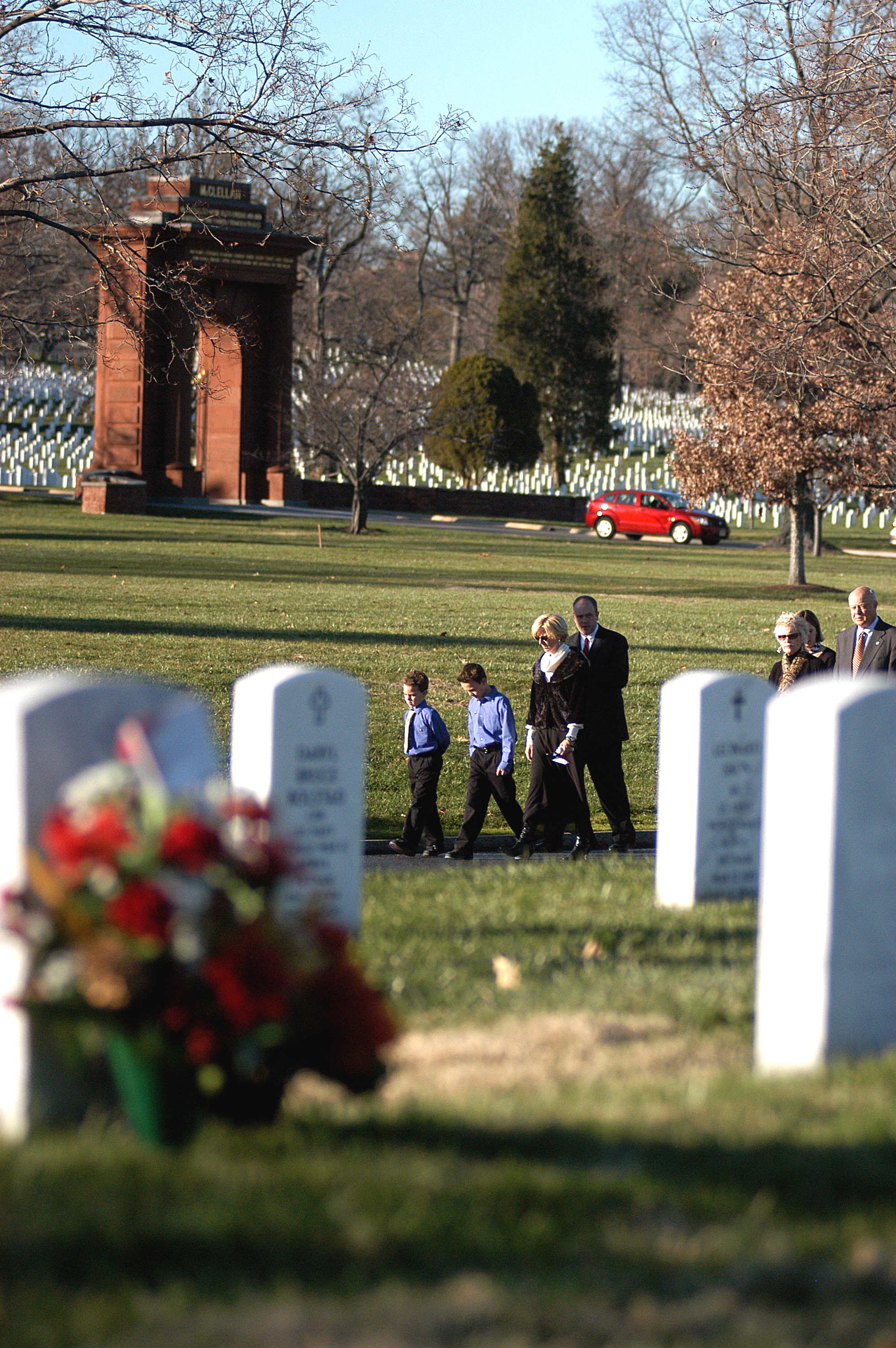
I familiari di un aviere USA deceduto camminano verso una zona di sepoltura.

Inoltre i figli di soldati riservisti non condividono l'aspetto altamente mobile della vita dei military brat del "servizio regolare". Possono però sviluppare comunque un senso di differenza o isolamento rispetto ai bambini o adolescenti "non militari" della loro città, a causa di stress legati al dispiegamento in guerra e problemi di conseguenze belliche che i loro coetanei "non militari" possono non essere in grado di capire pienamente. Di conseguenza, può esser difficile per insegnanti e professionisti della salute identificare e fronteggiare i problemi legati alla guerra di bambini, adolescenti o famiglie, se non sono esaminati specificamente. Benché la famiglia possa non essere pienamente immersa nella cultura militare, i particolari genitori riservisti possono comunque compiere diversi gradi di militarizzazione dell'ambiente sociale della famiglia e dell'educazione del figlio. Alcuni bambini nati da veterani non più in servizio attivo possono attraversare numerosi di questi problemi.

### Morte in combattimento di un genitore
L'effetto di avere un genitore ucciso durante operazioni militari non è stato oggetto specifico di studio. Studi limitati ai bambini che hanno perso un genitore mostrano che il 10—15% subiscono la depressione e alcuni sviluppano disturbo da lutto prolungato (l'incapacità di rievocare qualunque ricordo positivo del parente deceduto) nell'infanzia. Lo psichiatra militare Stephen Cozza ipotizza, sulla base della sua esperienza, che gli effetti a lungo termine di avere un genitore ucciso in guerra siano più traumatici e difficili da gestire delle tipiche cause di morte di genitore.

### Morti di militari in tempo di pace
Addestrarsi e prepararsi alla guerra implica altresì pericoli significativi, al pari di altri compiti militari.
Di conseguenza, molti military brat convivono con la realtà di rischiare uno o entrambi i genitori anche quando non vi sono conflitti in corso. Gli incidenti militari in tempo di pace ogni anno mietono un numero di vite significativamente maggiore che gli incidenti fra la popolazione civile; alcune professioni militari come piloti, paracadutisti ed altre truppe aviotrasportate, operatori di ponte sulle portaerei, soccorritori del mare nella guardia costiera, operatori di armamenti e munizioni, squadre antincendio della marina militare, oltre ai partecipanti ad esercitazioni con munizioni non a salve, tutte incontrano più elevati tassi annui di mortalità. È difficile, se non impossibile, che bambini e adolescenti in quelle piccole comunità che sono le basi restino all'oscuro di tali sventure.

## Mese del figlio militare

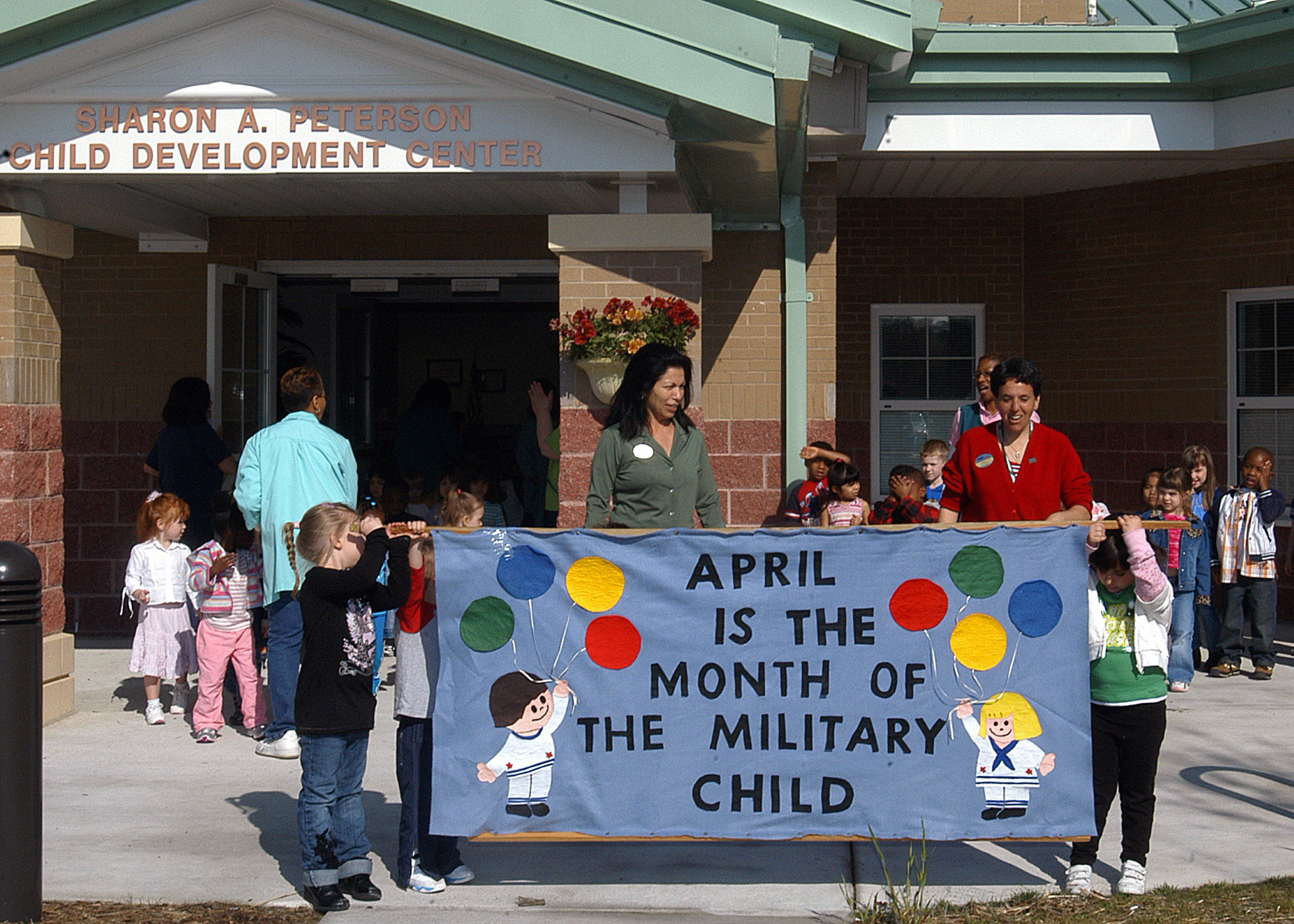
Attività del "Month of the Military Child" presso Naval Air Station Oceana (Virginia).

Il dipartimento della difesa USA ha designato aprile come "mese del figlio militare" con programmi speciali, attività di istruzione pubblica e supporto coordinate nel corso di questo periodo, ogni anno. Anche il dipartimento della difesa adopera l'espressione "military brat" in parte della sua ricerca e letteratura sui figli militari.

## Comunità di ex military brat
Come adulti, i military brat a volte si riuniscono con le persone che condividono la medesima esperienza di crescita. Un recente studio, "Military Brats: Issues and Associations in Adulthood," identificava parecchie ragioni per cui alcuni military brat, da adulti, ricerchino organizzazioni di brat. I military brat possono provare un "senso di euforia" quando scoprono che altri military brat condividono gli stessi sentimenti ed emozioni. Secondo lo studio, i brat hanno un forte legame reciproco, basato su comuni esperienze, che trascende "razza", religione, e nazionalità.
Un altro tema comune che motiva la loro adesione ad organizzazioni brat è lo stare connessi o il riconnettersi con i loro vecchi amici. Poiché tutta l'attenzione si riversa sui veterani, i loro figli sono lasciati crescere in ambienti generalmente molto severi, talora ostili, senza comprensione o aiuto. Viste le enormi differenze tra "bambini militari e bambini civili", si potrebbe pensare che ci fosse ricerca sui conseguenti effetti, invece non si trova facilmente un gran materiale in proposito. Mary Edwards Werstch scrive delle sue esperienze, e delle esperienze delle persone che ha intervistato, nel suo libro Brats: Growing up inside the Fortress. Anche Pat Conroy cercò di far luce sulle difficile situazione di chi cresce così col suo libro (da cui è stato ricavato un film) The Great Santini.

## Military brat degni di nota ed esempi in opere di fantasia
Ci sono stati molti military brat che hanno raggiunto la notorietà a vario titolo, e parimenti si ritrovano figure di military brat in opere di fantasia. Ci limiteremo qui ad alcuni esempi.
Personaggi di realtà
- Jim Morrison, cantautore e poeta
- Jessica Alba, attrice[100]
- Ray Allen, giocatore di basket NBA[101]
- Suzanne Collins, autrice di Hunger Games[102]
- John Denver, cantante[103]
- Mykelti Williamson, attore noto soprattutto per il ruolo di "Bubba Blue" in Forrest Gump[104]

Personaggi di fantasia
- Jack Reacher - dai romanzi di Lee Child[105]
- Generale Thaddeus "Thunderbolt" Ross, nemico di Hulk[106]
- Lois Lane, moglie di Superman[107]
- Dr. Gregory House - interpretato da Hugh Laurie nella serie TV Dottor House[108]
- Geordi La Forge - interpretato da LeVar Burton nella serie TV Star Trek: The Next Generation[109]

## Storia del termine

### Origine di "military brat"
L'origine del termine "military brat" è sconosciuta. Secondo qualche documento risalirebbe ad un uso secolare nell'Impero britannico, e starebbe per British Regiment Attached Traveler. Ma gli acronimi sono un fenomeno più tipico del XX secolo e nessun tentativo di dare un fondamento a questa teoria è riuscito a reperirne una fonte appropriata. C'erano comunque military brat americani almeno duecento anni prima della nascita degli Stati Uniti. Mogli e figli di militari hanno seguito gli eserciti per migliaia di anni, forse da quando esistono guerre organizzate. L'espressione Little Traveller ("piccolo viaggiatore"), usata per descrivere il figlio itinerante di un soldato (al seguito dell'esercito paterno di luogo in luogo), appare inoltre in letteratura già nel 1811.
Nel Johnson's Dictionary del 1755, "brat" è definito come "un bambino, chiamato così per scherno" o "la progenie; la prole". Sono citati esempi da The Faerie Queene di Spenser, pubblicato nel 1590; Coriolanus e The Winter's Tale di Shakespeare (1564-1616); e due opere non identificate di Swift (1667–1745).

### Percezione moderna
La rinomata ricercatrice sul fenomeno military brat Mary Edwards Wertsch chiese a 85 ex bambini militari se gradissero o non gradissero il termine "military brat", e solo cinque rispondenti (il 5,9% del gruppo studiato) avversavano l'espressione.
Il termine oggi è ampiamente utilizzato da ricercatori e studiosi, pertanto non è più solo un modo di dire gergale, ma un nome chiaramente collegato ad un segmento riconosciuto e ben studiato della cultura USA: "La gran parte della ricerca sul fatto di crescere in famiglie militari ha contribuito all'affermazione dell'etichetta 'brat'", come ha scritto il sociologo e famoso esperto di studi sui military brat Morten Ender. "Non sorprende che l'etichetta resista e sia sempre più diffusa".
La bonifica linguistica è l'appropriazione di un epiteto peggiorativo per opera del suo bersaglio, per trasformare l'originario insulto in un termine "positivo", togliendo ad altri la possibilità di definirlo; il pubblico "non militare" può trovare offensivo il vocabolo "brat" se non ne comprende il contesto. La sociologa Karen Williams lo usò con riluttanza nella sua ricerca, con la giustificazione "per seguire i desideri dei partecipanti. È un termine che usano e con cui si trovano a loro agio".
È peraltro documentato che la cultura professionale militare abbia riconosciuto come proprio il termine. L'ammiraglio Dennis C. Blair, ex comandante in capo United States Pacific Command, ed ex Director of National Intelligence, disse, "C'è un termine standard per il figlio di militare: 'Brat'. Anche se sembra spregiativo, in realtà è un termine molto affettuoso". Questa tendenza è pure visibile tra civili ragguardevoli e influenti: il senatore Ben Nelson, membro dello United States Senate Committee on Armed Services, scrisse "quando si usa la parola 'brat' per descrivere qualcuno non vuole essere un complimento, ma quando è preceduta da un'altra parola e diviene "military brat" diventa un termine di tenerezza". La parlamentare Carol Shea-Porter disse "ho sposato quello che è affezionatamente noto come un Army brat". Il senatore John Cornyn si identifica con un military brat, e per tale si identificò la giudice Janice Brown, durante la sua audizione per la conferma avanti lo United States Senate Committee on the Judiciary. La cultura militare ha creato numerosi acronimi inversi positivi per "brat", come "Born, Raised And Transferred" o "Brave, Resilient, Adaptable, and Trustworthy." Anche se a qualcuno possono non piacere le origini del termine, la maggior parte lo gradiscono.
Alla fine del 2014, due scrittori di libri per bambini civili proposero l'uso dell'acronimo "CHAMP" – "Child Heroes Attached to Military Personnel" – per sostituire "brat". La comunità dei military brat rigettò nettamente questo cambiamento.

## Storia della ricerca

### Coniazione del termine "third culture kid" e prime ricerche
Negli anni 1970 la sociologa Ruth Hill Useem coniò il termine "third culture kid" (TCK) per indicare il bambino che segue i suoi genitori "in un'altra cultura." Useem adoperò il termine "Third Culture Kids" poiché i TCK uniscono aspetti della loro cultura nativa (la prima cultura) e della nuova cultura (la seconda cultura), creando così una "terza cultura" unica. Globalmente, la progenie delle famiglie militari comprende circa il 30% di tutti i TCK, ma sono quasi esclusivamente degli Stati Uniti.

### Inizio della ricerca sul Department of Defense
La ricerca sistematica sugli individui in tali ambienti è stata svolta dagli anni 1980. In risposta a questioni sociali e psicologici rilevati nelle famiglie e nelle comunità militari, le forze armate USA promossero la ricerca sull'impatto di lungo termine del crescere nel nucleo familiare di un militare. Al di fuori degli USA non vi è letteratura significativa sugli effetti del crescere in una famiglia militare. Pertanto, ancorché gli studi siano svolti usando metodi scientifici di campionamento, possono essere affetti da distorsioni intrinseche alla difficoltà di praticare seri studi epidemiologici, che per loro natura dovrebbero riguardare un campionamento casuale su popolazione di vasta base. Alcuni ricercatori hanno usato rimandi, internet e articoli giornalistici per identificare i military brat.

### Mary Edwards Wertsch: Definizione dell'identità culturale del military brat
Nel 1991, Mary Edwards Wertsch "lanciò il movimento per l'identità culturale del military brat" con il suo libro Military Brats: Legacies of Childhood inside the Fortress. Nelle ricerche per il suo libro, Wertsch identificò temi comuni dalle interviste di più di 80 rampolli di famiglie militari. Sebbene questo libro non si ponga come studio scientifico, la ricerca successiva ha confermato molte sue conclusioni. Nella sua introduzione al libro, l'ex military brat Pat Conroy, autore di Il principe delle maree e Il grande Santini, scrisse, 

### Brats: Our Journey Home
Nel 2005 la regista military brat Donna Musil pubblicò il primo documentario mai realizzato esclusivamente sui military brat, Brats: Our Journey Home. Ad oggi, il film ha vinto sei premi cinematografici. Musil approfondisce la premessa che i military brat formano una sottocultura americana distinta, con un senso di identità comune che è in realtà una distinta etnia americana. Il documentario inoltre attinge a molte interviste scientifiche di ricercatori, consulenti e psicologi, assieme ad altre interviste di numerosi ex military brat.

### Invisibilità percepita di cultura ed esperienze
Il documentario di Musil mette altresì in evidenza la sensazione di molti military brat che la cultura e la vita dei military brat siano ampiamente invisibili per la maggior parte degli americani. Si possono conoscere alcuni aspetti frammentari e superficiali della vita, ma quello che manca pressoché del tutto è un senso più pieno di consapevolezza di una delle più grandi (e più vecchie) subculture d'America. Il documentario inizia con il cantante country, military brat a sua volta, Kris Kristofferson che chiama i military brat "una tribù invisibile" che comprende il 5% della popolazione americana.

Il documentario si chiude con un'altra citazione di un ex military brat, lo scrittore Pat Conroy, che commenta, 